# Antonina Ostrowska
Antonina Ostrowska (ur. 30 stycznia 1943 w Warszawie) – polska socjolog, profesor nauk humanistycznych, profesor Instytutu Filozofii i Socjologii PAN. Żona Krzysztofa Ostrowskiego i matka Igora Ostrowskiego.

## Życiorys
W roku 1965 ukończyła studia socjologiczne na  Uniwersytecie Warszawskim. Pracę doktorską Społeczne warunki pracy lekarzy przemysłowych pisaną pod kierunkiem prof. Magdaleny Sokołowskiej obroniła w Instytucie Filozofii i Socjologii PAN (1970), a stopień doktora habilitowanego uzyskała na Wydziale Filozofii i Socjologii UW na podstawie pracy Śmierć w doświadczeniu jednostki i społeczeństwa (1992). W roku 2000 uzyskała tytuł profesora nauk humanistycznych. Od ukończenia studiów związana z Instytutem Filozofii Socjologii PAN, od stanowiska starszego asystenta i adiunkta do kierownika Zakładu Socjologii Zdrowia i Medycyny (obecnie Zespół Badania Warunków Bytu i Społecznych Podstaw Zdrowia). 
W latach 1984–1986 wykładała gościnnie na Wydziale Medycyny Społecznej w Mount Sinai School of Medicine w Nowym Jorku. Przez szereg kadencji zasiadała w Komitecie Rehabilitacji i Adaptacji Człowieka przy Wydziale Nauk Medycznych PAN. Była redaktorem naczelnym kwartalnika naukowego „Promocja Zdrowia. Nauki społeczne i medycyna”. W latach 1994–2012 pełniła funkcję zastępcy dyrektora ds. naukowych Instytutu Filozofii i Socjologii PAN. Była pracownikiem naukowym Wydziału Socjologii Wyższej Szkoły Humanistycznej w Pułtusku, a następnie Akademii im. Aleksandra Gieysztora w Pułtusku, gdzie zajmowała stanowisko profesora zwyczajnego.
Główne sfery jej naukowej aktywności koncentrują się wokół problematyki społeczno–kulturowych aspektów zdrowia i choroby, społecznych aspektów niepełnosprawności, stylów życia i nierówności społecznych, a także funkcjonowania opieki zdrowotnej. Jest autorką i współautorką szeregu badań i publikacji z zakresu tej problematyki.

## Wybrane publikacje
- Socjologia kalectwa i rehabilitacji. Wybrane problemy (współautorka), Ossolineum, Wrocław 1979.
- Postawy społeczeństwa polskiego wobec niepełnej sprawności, OBOPiSP, Warszawa 1981.
- Niepełnosprawni w społeczeństwie,  Wydawnictwo IFiS PAN, Warszawa 1994.
- Badania nad niepełnosprawnością w Polsce, Wydawnictwo IFiS PAN, Warszawa 1994.
- Stan rehabilitacji i potrzeby rehabilitacyjne osób o poszczególnych rodzajach  niepełnosprawności (redaktor tomu), IFiS PAN i PFRON, Warszawa 1994.
- Syndrom Niepełnosprawności w Polsce. Bariery  Integracji (współautorka), Wydawnictwo IFiS PAN, Warszawa 1996.
- Prywatne życie z niepełnosprawnością (numer specjalny „Pracy Socjalnej”), Warszawa 1996.
- Śmierć w doświadczeniu jednostki i społeczeństwa, Wydawnictwo IFiS PAN, Warszawa (wydanie pierwsze) 1991, (wydanie drugie) 1997.
- Styl życia a zdrowie. Z zagadnień promocji zdrowia, Wydawnictwo IFiS PAN,  Warszawa 1999.
- Jak żyją Polacy (współredaktor), Wydawnictwo IFiS PAN, Warszawa 2000.
- Niepełnosprawność w Polsce w latach 90-tych (współautorka), Instytut Spraw Publicznych, Warszawa 2001.
- Seks po polsku. Zachowania seksualne jako element stylu życia Polaków (współautorka), Wydawnictwo Muza, Warszawa 2003.
- Niepokoje polskie (współredaktor), Wydawnictwo IFiS PAN, Warszawa 2004.
- Śmierć w doświadczeniu jednostki i społeczeństwa (III wydanie uzupełnione), Wydawnictwo IFiS PAN, Warszawa 2005.
- Seksualności osób niepełnosprawnych (redakcja), Instytut Rozwoju Służb Społecznych, Warszawa 2007.
- Integracja społeczna i aktywizacja zawodowa osób niepełnosprawnych w małych miastach i na terenach  wiejskich. Uwarunkowania   sukcesów i niepowodzeń (współautorka) IFiS PAN, Warszawa 2008.
- Zróżnicowanie społeczne a zdrowie, Instytut Pracy i Spraw Socjalnych, Warszawa 2009.
- Socjologia medycyny. Podejmowane problemy, kategorie analizy (redaktor),  Wydawnictwo IFiS PAN, Warszawa 2010.
- Socjologia medycyny w Polsce z perspektywy półwiecza. Nurty badawcze, najważniejsze osiągnięcia, perspektywy rozwoju, (współredaktor), Wydawnictwo IFiS PAN, Warszawa 2015.
- Niepełnosprawni w społeczeństwie 1993–2013, Wydawnictwo IFiS PAN, Warszawa 2015.
- Jak rozmawiać z pacjentem? Anatomia komunikacji w praktyce lekarskiej (redaktor), Warszawa 2017.
- Jak rozmawiać z pacjentem Anatomia komunikacji w praktyce lekarskiej (redaktor), Liga Polskiej Walki z Rakiem i IFiS PAN, II wydanie poszerzone, Warszawa 2020.